# Nyliden, Arjeplogs kommun
Nyliden är en by i Arjeplogs kommun. Byn ligger ungefär 5 km väster om Slagnäs. 
Nyliden har en folkmängd på 15 personer. I Nyliden finns skoterleder, en grillplats, en minnessten och en hembygdsgård.

## Historia

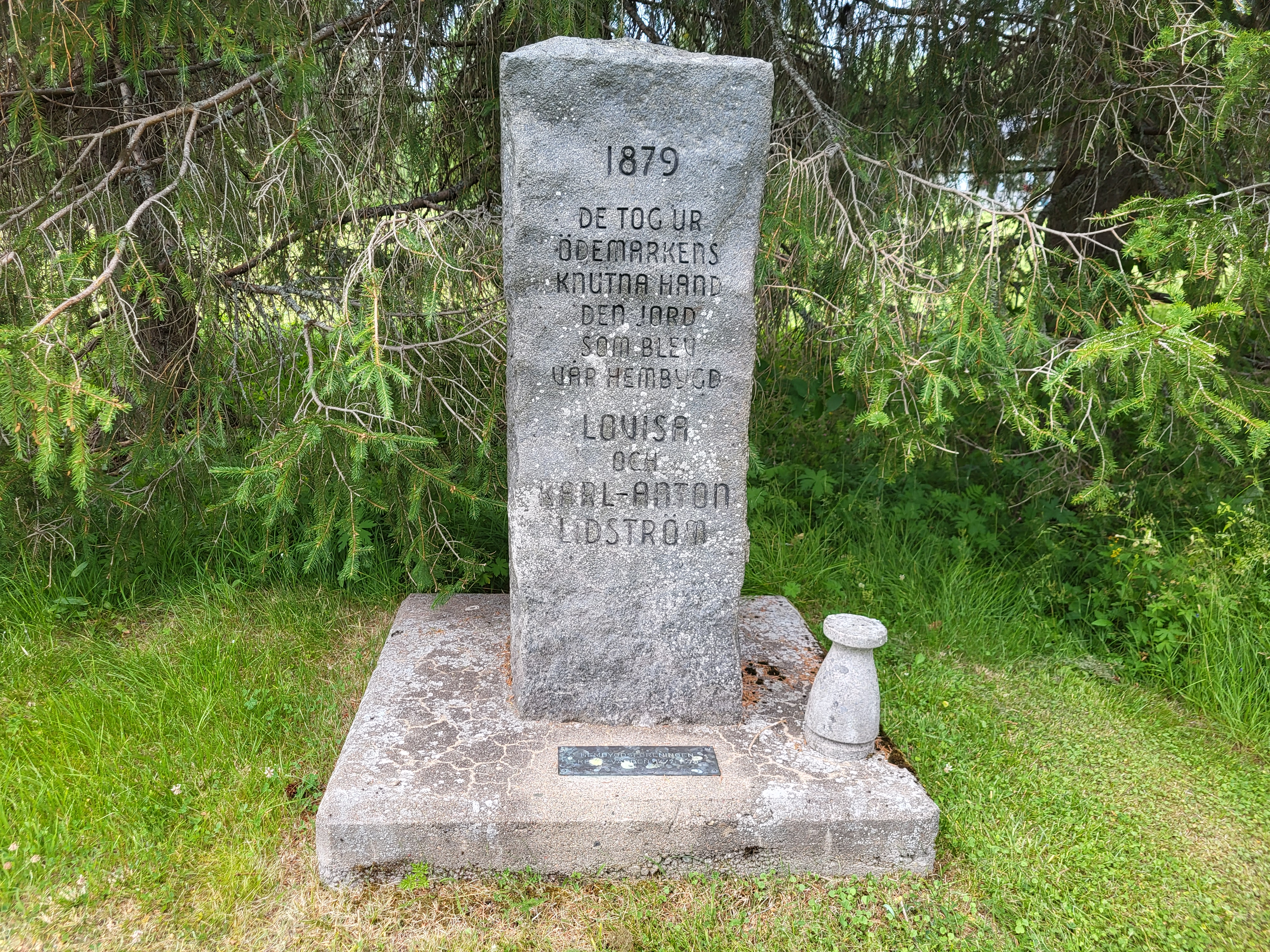
Minnesstenen

Byn grundades 1879 av Lovisa och Karl-Anton Lidström. 100 år senare, år 1979, lät man resa en minnesten till minnet av grundandet.